# NGC 3297
NGC 3297 é uma galáxia lenticular (S0) localizada na direcção da constelação de Hydra. Possui uma declinação de -12° 40' 16" e uma ascensão recta de 10 horas, 33 minutos e 11,7 segundos.
A galáxia NGC 3297 foi descoberta em 1886 por Frank Leavenworth.